# Krzysztof Lisowski
Krzysztof Lisowski (ur. 2 sierpnia 1954 w Krakowie) – polski poeta, krytyk literacki.

## Życiorys
Ukończył filologię polską na Uniwersytecie Jagiellońskim. Debiutował literacko w 1972 r. na łamach tygodnika literackiego „Życie Literackie”, a pierwszą książkę – tomik wierszy – „Próba obywatelstwa” wydał w 1975 r. Wiersze Lisowskiego tłumaczone były m.in. na języki: czeski, słowacki, ukraiński, rosyjski, serbsko-chorwacki, węgierski, słoweński, francuski, niemiecki i angielski. Jest laureatem licznych nagród, m.in. Nagrody im. Andrzeja Bursy (1976), Nagrody im. Stanisława Piętaka (1981), Nagrody Miasta Krakowa (1990), Nagroda Krakowska Książka Miesiąca (październik 1999 – za 33 zapewnienia o miłości do świata). Za tom Poematy i wiersze do czytania na głos zdobył Nagrodę Poetycką im. Krystyny i Czesława Bednarczyków 2014 (ex aequo z Łukaszem Nicpanem za tom Do czytającej list) oraz był nominowany do Nagrody Poetyckiej im. K.I. Gałczyńskiego – Orfeusza 2014. Za tom Zamróz nominowany do Nagrody Poetyckiej im. K.I. Gałczyńskiego – Orfeusz 2017. W 2020 nominowany do Nagrody Literackiej m. st. Warszawy za tom Zaginiona we śnie. Książka Zaginiona we śnie, z przyznaną Nagrodą Literacką im. ks. Jana Twardowskiego – została uznana za najciekawszy tom poezji wydany w roku 2019. Wydawcą nagrodzonych wierszy była Biblioteka Kraków. W 2022 został laureatem Nagrody Poetyckiej im. Kazimierza Hoffmana oraz był nominowany do Nagrody Poetyckiej im. Konstantego Ildefonsa Gałczyńskiego za tom Wieści dobre i złe. W 2025 otrzymał kolejną nominację do Nagrody Poetyckiej im. Konstantego Ildefonsa Gałczyńskiego za tom Trzeba czasu. Stypendysta rządu Szwecji na Gotlandii (2000) oraz stypendysta Ministra Kultury RP. Związany zawodowo od 1977 r. z Wydawnictwem Literackim w Krakowie. Wykłada w Studium Literacko-Artystycznym na Uniwersytecie Jagiellońskim w Krakowie. Należy do Stowarzyszenia Pisarzy Polskich i PEN Club. Współpracuje z pismami literackimi i kulturalnymi, m.in. Kresy, Nowe Książki, Dekada Literacka, Kraków, Znad Wilii oraz Twórczość.
Był żonaty z Anną Lisowską.

## Publikacje książkowe
- Próba obywatelstwa (Wydawnictwo Literackie, 1975)
- Wiersze (Wydawnictwo Literackie, 1977)
- Wypożyczalnia i inne wiersze (Wydawnictwo Literackie, 1979)
- Drzewko szczęścia (Wydawnictwo Literackie, 1980)
- Pewne kręgi mistyków (Wydawnictwo Literackie, 1982)
- Wiersze i epitafia (Czytelnik, 1984)
- Wybór (Wydawnictwo Literackie, 1986 – wybór wierszy)
- Ciemna dolina (Śląsk, 1986)
- Wieczorny spacer i inne wiersze (Znak, 1992)
- Wiersze wybrane (Wydawnictwo Miniatura, 1992)
- 99 haiku. Inne wiersze (Oficyna Literacka i Śródmiejski Ośrodek Kultury w Krakowie, 1993)
- Piętnaście tysięcy dni  (Oficyna Cracovia i Śródmiejski Ośrodek Kultury w Krakowie, 1995 – wybór wierszy)
- Światło lasów (Oficyna Konfraterni Poetów, Kraków 1996)
- Przechodzenie przez rzekę (Wydawnictwo W.A.B., 1997)
- 33 zapewnienia o miłości do świata (Wydawnictwo Baran i Suszczyński, 1999)
- Rzeczy widzialne i niewidzialne (Wydawnictwo Nowy Świat, 2001)
- Stróża. Wiersze ze światła (Wydawnictwo Literackie, 2002)
- Feng shui dla bezdomnych (Wydawnictwo Literackie, 2003)
- Poszukiwacze światła. Seekers of Light (Polski Fundusz Wydawniczy w Kanadzie/Gnome, 2004)\
- Niewiedza (Tlőn&Uqbar, Kraków 2007)
- Budzik Platona (Polski Fundusz Wydawniczy w Kanadzie, Śródmiejski Ośrodek Kultury w Krakowie, 2007)
- Greckie lustro (Wydawnictwo Pogranicze, Sejny 2011)
- Nicości, znikaj (Instytut Mikołowski, 2011)
- Czarne notesy (o niekonieczności) (Wydawnictwo FORMA, Szczecin 2012)
- Poematy i wiersze do czytania na głos (WBPiCAK, Poznań 2013)
- Zamróz (WBPiCAK, Poznań 2016)
- Niektóre miejsca na ziemi. Przewodnik wojażera (SPP, Kraków 2017)
- Zaginiona we śnie (Biblioteka Kraków, Kraków 2019)[12]
- Domy dni. Antologia osobista (Stowarzyszenie Pisarzy Polskich, Kraków 2020)
- Okręt Odysa płynący przez marzec, Zbigniew Bielawka, Kolorowanki, Kraków 2020, druk: Towarzystwo Słowaków w Polsce, ISBN 978-83-8111-195-9.
- Wieści dobre i złe, 2021, ISBN 978-83-242-3779-1 (Universitas); ISBN 978-1-927490-26-6 (Polski Fundusz Wydawniczy w Kanadzie), ISBN 978-83-242-6583-1 (e-book)[13]
- Jakiś Odys i inne pisaniny (SPP, Kraków 2022, ISBN 978-83-965473-5-4).
- Trzeba czasu (Stowarzyszenie Pisarzy Polskich Oddział Kraków i Polski Fundusz Wydawniczy w Kanadzie, Kraków 2024, ISBN 978-83-970144-4-2).